# II. Jóannész trapezunti császár
II. Jóannész (görögül: Ιωάννης Β' Μέγας), (1262 – 1297. augusztus 16.) Nagy Komnénosz, trapezunti császár 1280-tól haláláig.

## Élete
I. Mánuel és Eiréne Szürikaina császárné fia, II. Andronikosz és I. György öccse.
Miután bátyja fogságba esett, János elfoglalta a trónt. Kezdettől fogva bizánci küldöttségek jártak nála, míg végül 1282-ben VIII. Mikhaé diplomáciája rávette, hogy feleségül vegye a bizánci császár harmadik leányát, Eudokiát. A trapezunti uralkodó beleegyezett, hogy magas udvari tisztséget kap cserébe a Bizánci Birodalomban, cserébe többé nem formált igényt a minden római urát megillető címekre és szimbólumokra. A frigy létrejött, és hamarosan megszületett a trónörökös, a későbbi II. Alexiosz. Más természetű hozadéka is volt a házasságnak a Konstantinápollyal való kiegyezés mellett: ugyan Hülegü kán 1265-ben bekövetkezett halálával Trapezunt megszűnt a mongolok hűbérese lenni, feltehetően hasznos volt a rokoni kapcsolat, ami Abakha mongol vezér felesége, a bizánci császár törvénytelen lányán keresztül jött létre.
Ugyan rendezte a kapcsolatokat nyugaton, II. Jánost keletről még veszély fenyegette. Távollétében még 1282 folyamán VI. Dávid (Narin) grúz király megostromolta fővárosát. Fogságból szabadult bátyja, György is megpróbálkozott a trón megszerzésével, azonban ismét fogságba került. A családi vita hevében 1285-ben még féltestvérük, I. Mánuel Ruszudani grúz feleségétől származó Theodóra is magához ragadta a hatalmat egy kis időre.
A belső bajokon úrrá lenni nem tudó, gyengekezű János 1291-ben, az utolsó szentföldi keresztes város, Akkon eleste után levelet kapott IV. Miklós pápától, aki a római katolikus egyház kebelébe akarta édesgetni, hogy segíthesse az esetleges új keresztes akciókat, illetve megkezdje mongolok térítését. A pápa nem járt sikerrel, János megmaradt az ortodox hiten.